# Koldo Gil
Koldo Gil Pérez, född 16 januari 1978 i Burlata, Navarra, är en spansk professionell tävlingscyklist.

## Karriär
Koldo Gil professionell 2001 med iBanesto.com. I samma stall hade han varit stagiaire i slutet av säsongen 2000. Han hade med andra ord fått prova på att vara professionell. Sedan 2008 tävlar Gil för Liberty Seguros Continental sedan UCI ProTour-stallet Saunier Duval-Prodir valt att inte förlänga spanjorens kontrakt efter 2007.
Gils bästa resultat hittills var en etappseger på Giro d'Italia 2005, där han vann etapp 5 med 20 sekunder framför bland andra Damiano Cunego och Danilo Di Luca. Han vann också etapp 6 av Schweiz runt 2006 före Jörg Jaksche och Jan Ullrich. Han ledde därefter tävlingen och bar ledartröjan fram till den sista dagen då Jan Ullrich tog över. Gil slutade tvåa i tävlingen. Under 2006 vann Gil Euskal Bizikleta. Under tävlingen vann han också etapp 1 och 4b under tävlingen.
I juli 2008 vann Koldo Gil den tredje etappen av GP Internacional Torres Vedras - Joaquim Agostinho. Koldo Gil slutade trea i slutställningen av Volta a Portugal i augusti 2008. 

## Stall
- Banesto (stagiaire) 2000
- iBanesto.com 2001–2002
- O.N.C.E.-Eroski 2003
- Liberty Seguros 2004–2005
- Saunier Duval-Prodir 2006–2007
- Liberty Seguros Continental 2008